# الخریب
الخریب (به عربی: الخریب) یک روستا در قطر است که در الشحانیه (شهرداری) واقع شده‌است.